# Eulomalus amplipes
Eulomalus amplipes är en skalbaggsart som beskrevs av Cooman 1937. Eulomalus amplipes ingår i släktet Eulomalus och familjen stumpbaggar. Inga underarter finns listade i Catalogue of Life.